# 490年代
| 千纪： | 1千纪                                                                                  |
| 世纪： | 4世纪 \| 5世纪 \| 6世纪                                                                |
| 年代： | 460年代 \| 470年代 \| 480年代 \| 490年代 \| 500年代 \| 510年代 \| 520年代              |
| 年份： | 490年 \| 491年 \| 492年 \| 493年 \| 494年 \| 495年 \| 496年 \| 497年 \| 498年 \| 499年 |

## 大事记
- 教宗亚纳大削二世在位两年后死亡，其在位期间曾试图调和君士坦丁堡普世牧首阿卡西烏斯的追随者。
- 教宗西玛克成为第五十一任教宗。
- 魏孝文帝在在位27年后于首都洛阳餓死。
- 16岁的魏宣武帝继承其父魏孝文帝的皇位，成为北魏皇帝。

## 逝世
- 馮皇后 (北魏文成帝)，（441年－490年）